# Gavià de Belcher
El gavià de Belcher (Larus belcheri) és un ocell marí de la família dels làrids (Laridae) que habita costes del Pacífic del Perú, nord de Xile i illes properes.